# Ruská orbitální stanice
Ruská orbitální stanice (rusky Российская орбитальная станция, přepisem Rossijskaja orbitalnaja stancija, zkratkou ROS) je projekt budoucí ruské vesmírné stanice umístěné na nízké oběžné dráze Země. Ruská státní agentura Roskosmos, která má vybudování stanice a její provoz na starosti, plánuje zahájit výstavbu v roce 2027 a dokončit ji tak, aby činnosti ROS plynule navázaly na ukončení aktivit Ruska na Mezinárodní vesmírné stanici (ISS).

## Historie

### OPSEK
Rusko začalo už v roce 2001, krátce po vzniku ISS, uvažovat o budoucí náhradě tohoto svého angažmá po tehdy očekávaném skončení životnosti ISS kolem roku 2015. Zástupce ředitele Federální kosmické agentury Vitalij Davydov koncem srpna 2006 na 5. mezinárodním leteckém kongresu v Moskvě řekl, že Rusko plánuje opustit ISS někdy mezi lety 2015 a 2025 a nahradit ji základnou na oběžné dráze Země s vysokým sklonem, což by její posádce umožnilo pozorovat většinu Ruska. Stanice by současně byla místem výzkumu zpracování materiálu a vývoje technologií pro pilotované mise na Měsíc a Mars.
Záměr se opakovaně objevoval i v dalších letech a v roce 2008 dostal název Orbitální pilotovaný montážní a experimentální komplex (OPSEK) (rusky Орбитальный Пилотируемый Сборочно-Экспериментальный Комплекс). V programu Rusko počítalo s využitím některých modulů vestavěných do Mezinárodní vesmírné stanice, což také v květnu 2009 oznámilo svým partnerům v programu ISS. Konkrétně šlo o moduly Zvezda, Poisk, Nauka, NEM-1 (vědecký a energetický modul, který ovšem nebyl nikdy dokončen) a Pričal. Ten by – se třemi na sebe navzájem kolmými osami a na nich celkem 6 spojovacími porty – byl centrem sestavy, která by se podle potřeb a podle postupu výroby nových modulů dále rozvíjela. Existovala také varianta oddělení celého ruského segmentu tak, jak tvoří součást ISS.
Přípravy pokračovaly až do září 2017, kdy tehdejší generální ředitel Roskosmosu Igor Komarov oznámil, že po prozkoumání technické proveditelnosti odpojení ruského orbitálního segmentu od amerického segmentu za účelem vytvoření OPSEK se rozdělení neplánuje a Rusko bude pokračovat s partnery na projektu ISS.

### ROSS (později ROS)
Nevyužitý koncept však nezůstal zcela opuštěn. Na přelomu let 2020 a 2021 Roskosmos ústy svých představitelů opakovaně naznačoval plány na vystoupení Ruska z programu Mezinárodní vesmírné stanice po roce 2024. Odůvodňoval je obavami o stav jejích stárnoucích modulů. Ruská orbitální služební stanice (ROSS) by se skládala ze 3 až 7 spojených modulů, v nichž by pobývali 2 až 4 kosmonauti, ale byla by schopna také autonomního provozu. Projekt navazující na OPSEK, na němž už v té době pracovala společnosti RKK Energija, měl mít otevřenou architekturu a díky vyměnitelným modulům prakticky neomezenou životnost. Stanice měla plnit celou řadu účelů včetně dálkového sondování, výzkumu, experimentů, komunikace, navigace, detekce katastrof způsobených člověkem, geologického průzkumu, účasti na vzdělávacích projektech, monitorování lesnictví a vesmírné turistiky.
Z dalších postupně uvolňovaných náznaků a poznámek vyplynulo, že ROSS bude pracovat na asi 400 km vysoké, téměř polární a vůči Slunci synchronní oběžné dráze se sklonem k rovníku 98 stupňů, což jí umožní monitorovat celý povrch Země, včetně – pro Rusko významné – arktické oblasti, kterou lze např. z oběžné dráhy ISS se sklonem pouhých 51,6 stupně sledovat obtížně nebo vůbec. ROSS také usnadní přístup ke stanici bez nutnosti koordinace aktivit s dalšími stranami, jako tomu je v případě ISS. To Rusku dovolí provádět více lékařských a fyziologických experimentů, než je v současnosti možné na ruském orbitálním segmentu ISS.
Nejpozději na začátku roku 2023 začal Roskosmos používat zkrácené pojmenování Ruská orbitální stanice (ROS).

## Harmonogram a náklady
První oficiální závazky ale vyplynuly ze setkání vedení Roskosmosu v čele s generálním ředitelem Jurijem Borisovem se zástupci 19 spolupracujících podniků a vědeckých ústavů 2. července 2024. Harmonogram, který společně přijali, zahrnuje jak návrh a výrobu modulů stanice, tak i zajištění letových testů dopravní pilotované lodi nové generace, vytvoření nosných raket a zařízení pozemní vesmírné infrastruktury, a samozřejmě i práci vědeckých ústavů nezbytnou pro dokončení projektu. Kromě harmonogramu byly podepsány také vládní kontrakty na provedení vývojových prací na vytvoření vesmírného komplexu ROS, dopravní pilotované lodi a nosné rakety těžké třídy Angara na kosmodromu Vostočnyj.
Podle dokumentace „Vytvoření vesmírného komplexu ruské orbitální stanice“, kterou 20. března 2024 schválil tehdejší místopředseda vlády Ruské federace a ministr průmyslu a obchodu Ruské federace Denis Manturov, dosahuje celková plánovaná výše financování projektu je 608,9 miliard rublů.
Počátkem června 2025 Roskosmos podepsal smlouvu s Chruničevovým centrem na výrobu tří nosičů pro vynesení modulů ROS. Rakety Angara A5M budou zvýšenou mít nosnost 27 tun namísto 24 tun u standardní verze Angara A5.

## Plánované moduly
V dřívějších neoficiálních informacích se uvádělo, že Roskosmos v první etapě do roku 2030 doručí na orbitu energeticko-vědecký modul, jemu podobný základní modul, hub a bránu. Druhá etapa (po roce 2030 a do roku 2035) bude zahrnovat logistické a výrobní moduly a modul platformy pro servis kosmických lodí. Uvažovalo se také také o komerčním modulu pro až pro čtyři vesmírné turisty a tažném kosmickém „remorkéru” pro lety k Měsíci. Podle Rogozina se uvažovalo o tom, že obsluhu vědeckého vybavení na vnějším povrchu modulů nebudou obsluhovat kosmonauti, ale roboti řízení kosmonauty zevnitř stanice.
Podle oficiálního harmonogramu zveřejněného v červenci 2024 ale Roskosmos počítá s
- vypuštěním vědecko-energetického modulu (NEM) v roce 2027;
- doplněním dalších tří modulů do roku 2030 – univerzálního hubu (UUM), malého modulu s přechodovou komorou (SHM) a základního modulu (BM), které spolu s NEM vytvoří jádro stanice;
- rozšířením stanice do roku 2033 o dva cílové moduly (CM1 a CM2).

Vědecko-energetický modul NEM vznikne, jak oznámil generální ředitel Roskosmosu Dmitrij Rogozin v dubnu 2021, přebudováním energeticko-výzkumného modulu NEM-1 (známého také jako Science Power Module 1, SPM-1), se kterým se původně počítalo pro OPSEK a později pro ISS, kam měl být dopraven v roce 2024. Od ledna 2023 je ale jeho start k ROS naplánován na rok 2027, z kosmodromu Vostočnyj ho vynese nosná raketa Angara 5.
Základní modul BM, který bude podobný NEM, ovšem s modernější koncepcí, a bude vypuštěn nejdříve v roce 2028.
O zbylých modulech zatím nebyly zveřejněny dodatečné informace.